# ショメニル
ショメニル（仏: Chaumesnil）は、フランスのグラン・テスト地域圏、オーブ県に属するコミューン。

## 歴史
1999年の12月25日から29日にかけて洪水が発生し、土石流や地すべりが起きた。

## 地理
県都トロアから東に40kmほどいった、県東部の田園地帯に位置する。東西に走る幹線道路D960の道沿いとその南に家屋が立ち並ぶが、100人もいないため規模も小さい。北東でモルヴィリエと、南東でエクランスと、南でプティ＝メニルと、北西でクレスピー＝ル＝ヌフとそれぞれ接する。最寄駅はバール＝シュル＝オーブ駅とヴォンドゥーヴル＝シュル＝バルス駅（15kmほど）、最寄の空港はヴァトリー空港（55kmほど）。

## 行政
- 首長 - ダニー・コルディエ（Dany Cordier、2001年3月から）

議会の定数は首長も含めて9。

## 人口の推移[1]
| 1962年 | 1968年 | 1975年 | 1982年 | 1990年 | 1999年 | 2006年 | 2007年 |
| ------ | ------ | ------ | ------ | ------ | ------ | ------ | ------ |
| 82     | 91     | 82     | 63     | 72     | 82     | 82     | 82     |